# Sam Graddy
Sam Graddy (Estados Unidos, 10 de febrero de 1964) es un atleta estadounidense retirado, especializado en la prueba de 4 x 100 m en la que llegó a ser campeón olímpico en 1984.

## Carrera deportiva
En los JJ. OO. de Los Ángeles 1984 ganó la medalla de oro en los relevos 4 x 100 metros, con un tiempo de 37.83 segundos que fue récord del mundo, superando a Jamaica (plata) y Canadá (bronce), siendo sus compañeros de equipo: Ron Brown, Calvin Smith y Carl Lewis.